# حفل توزيع جوائز الأوسكار الخامس والتسعون
حفل توزيع جوائز الأوسكار الخامس والتسعون هو الحفل الخامس والتسعون لجوائز الأوسكار التي تنظمها أكاديمية فنون وعلوم الصور المتحركة لِتَكريم أفضل الأفلام المعروضة في 2022، أقيم الحفل في 12 مارس 2023 في مسرح دولبي في هوليوود، لوس أنجلوس، كاليفورنيا. على شبكة أيه بي سي في الولايات المتحدة ودبي وان وإم بي سي 2 ومنصة شاهد في الشرق الأوسط وشمال أفريقيا.

## جدول المواعيد
| التاريخ        | الحدث                 |
| -------------- | --------------------- |
| 24 يناير 2023  | إعلان المرشحين        |
| 13 فبراير 2023 | غداء المرشحين         |
| 2 مارس 2023    | بداية التصويت النهائي |
| 7 مارس 2023    | نهاية التصويت         |
| 12 مارس 2023   | حفل الأوسكار الـ95    |

## الجوائز
| جائزة الأوسكار لأفضل فيلم - كل شيء هادئ على الجبهة الغربية (فيلم 2022) – Malte Grunert، منتج - أفاتار 2 – جيمس كاميرون وجون لانداو، منتجون - حوريات أنشرين – Graham Broadbent، Peter Czernin، ومارتن ماكدونا، منتجون - إلفيس – باز لورمان، كاثرين مارتن، غيل بيرمان، Patrick McCormick، وSchuyler Weiss، منتجون - كل شيء في كل مكان في وقت واحد – Daniel Kwan، Daniel Scheinert ‏، وJonathan Wang، منتجون - فابلمانز – Kristie Macosko Krieger، ستيفن سبيلبرغ، وتوني كوشنر، منتجون - تار – تود فيلدمان، Alexandra Milchan، وScott Lambert، منتجون - توب غان: مافريك – توم كروز، كريستوفر ماك كويري، ديفيد إليسون، وجيري بروكهايمر، منتجون - مثلث الحزن – Erik Hemmendorff وPhilippe Bober، منتجون - حديث النساء (فيلم) – ديدي غاردنر، جيريمي كلاينر، وفرانسيس مكدورماند، منتجون | جائزة الأوسكار لأفضل مخرج - مارتن ماكدونا – حوريات أنشرين - Daniel Kwan وDaniel Scheinert ‏ – كل شيء في كل مكان في وقت واحد - ستيفن سبيلبرغ – فابلمانز - تود فيلدمان – تار - روبين أوستلوند – مثلث الحزن |
| جائزة الأوسكار لأفضل ممثل - أوستن باتلر – إلفيس بدور إلفيس بريسلي - كولين فاريل – حوريات أنشرين بدور Pádraic Súilleabháin - برندان فريزر – الحوت (فيلم) بدور Charlie - بول ميسكال – Aftersun بدور Calum Paterson - بيل ناي – Living بدور Mr. Rodney Williams | جائزة الأوسكار لأفضل ممثلة - كيت بلانشيت – تار بدور Lydia Tár - آنا دي أرماس – الشقراء (فيلم) بدور مارلين مونرو - أندريا رايزبورو – To Leslie بدور Leslie Rowlands - ميشيل ويليامز – فابلمانز بدور Mitzi Schildkraut-Fabelman - ميشيل يوه – كل شيء في كل مكان في وقت واحد بدور Evelyn Quan Wang |
| جائزة الأوسكار لأفضل ممثل مساعد - برندان غليسون – حوريات أنشرين بدور Colm Doherty - بريان تيري هنري – المعبر (فيلم 2022) بدور James Aucoin - جود هيرش – فابلمانز بدور Boris Schildkraut - باري كيوغان – حوريات أنشرين بدور Dominic Kearney - جوناثان كي كوان – كل شيء في كل مكان في وقت واحد بدور Waymond Wang | جائزة الأوسكار لأفضل ممثلة مساعدة - أنجيلا باسيت – النمر الأسود: واكاندا للأبد بدور شخصيات عالم مارفل السينمائي: من م إلى ز - هونغ تشاو – الحوت (فيلم) بدور Liz - كيري كوندون – حوريات أنشرين بدور Siobhán Súilleabháin - جيمي لي كرتيس – كل شيء في كل مكان في وقت واحد بدور Deirdre Beaubeirdre - ستيفاني شو – كل شيء في كل مكان في وقت واحد بدور Joy Wang / Jobu Tupaki |
| جائزة الأوسكار لأفضل سيناريو أصلي - حوريات أنشرين – مارتن ماكدونا - كل شيء في كل مكان في وقت واحد – Daniel Kwan وDaniel Scheinert ‏ - فابلمانز – ستيفن سبيلبرغ وتوني كوشنر - تار – تود فيلدمان - مثلث الحزن – روبين أوستلوند | جائزة الأوسكار لأفضل سيناريو مقتبس - كل شيء هادئ على الجبهة الغربية (فيلم 2022) – إدوارد بيرغر، Lesley Paterson، وIan Stokell; based on كل شيء هادئ على الجبهة الغربية by إريك ماريا ريمارك - أخرجوا السكاكين 2 – ريان جونسون؛ based on characters created by Johnson وthe film أخرجوا السكاكين - Living – كازوو إيشيغورو؛ based on the original motion picture screenplay إيكيرو by أكيرا كوروساوا، شینوبو هاشیموتو، وهیدئو اوغوني ‏ - توب غان: مافريك – Screenplay by إيرين كروغر ‏، إريك وارين سينجر، وكريستوفر ماك كويري؛ Story by بيتر كرايغ وJustin Marks؛ based on the film توب غان (فيلم) written by جيم أنتوني وجاك إيبس جونيور - حديث النساء (فيلم) – سارة بولي؛ based on نساء يتحدثن (رواية) by ميريام تيفز |
| جائزة الأوسكار لأفضل فيلم رسوم متحركة - بينوكيو (فيلم 2021) – غييرمو ديل تورو، Mark Gustafson، Gary Ungar، وAlex Bulkley - مارسيل، القوقعة التي ترتدي حذاء – دين فلايشر كامب ‏، Elisabeth Holm، Andrew Goldman، Caroline Kaplan، وPaul Mezey - القط ذو الحذاء: الأمنية الأخيرة – Joel Crawford وMark Swift - وحش البحر (فيلم) – كريس وليامز (ممثل) وJed Schlanger - الباندا الأحمر الكبير – دومي شي وLindsey Collins | جائزة الأوسكار لأفضل فيلم بلغة أجنبية - كل شيء هادئ على الجبهة الغربية (فيلم 2022) (Germany) – directed by إدوارد بيرغر - الأرجنتين، 1985 (Argentina) – directed by سانتياجو ميتري ‏ - قريب (فيلم) (Belgium) – directed by لوكاس دونت - EO (Poland) – directed by جيرزي سكوليموفسكي - الفتاة الهادئة (Ireland) – directed by Colm Bairéad |
| جائزة الأوسكار لأفضل فيلم وثائقي - كل ما يتنفس – Shaunak Sen، Aman Mann، وTeddy Leifer - All the Beauty وthe Bloodshed – لورا بويتراس، Howard Gertler، John Lyons، نان غولدن، وYoni Golijov - حب من نار (فيلم 2022) – سارة دوسا ‏، شين بوريس ‏، وIna Fichman - A House Made of Splinters – Simon Lereng Wilmont وMonica Hellström - Navalny – Daniel Roher، Odessa Rae، Diane Becker، Melanie Miller، وShane Boris | جائزة الأوسكار لأفضل فيلم وثائقي (موضوع قصير) - The Elephant Whisperers – Kartiki Gonsalves وغونيت مونغا - Haulout – Evgenia Arbugaeva وMaxim Arbugaev - How Do You Measure a Year? – Jay Rosenblatt ‏ - The Martha Mitchell Effect – Anne Alvergue وBeth Levison - Stranger at the Gate – Joshua Seftel وConall Jones |
| جائزة الأوسكار لأفضل فيلم حي قصير - An Irish Goodbye ‏ – Tom Berkely وRoss White - Ivalu – Anders Walter وRebecca Pruzan - Le pupille – أليس رورفاكر وألفونسو كوارون - Night Ride ‏ – Eirik Tveiten وGaute Lid Larssen - The Red Suitcase – Cyrus Neshvad | جائزة الأوسكار لأفضل فيلم رسوم متحركة قصير - The Boy، the Mole، the Fox وthe Horse – Charlie Mackesy وMatthew Freud - The Flying Sailor – Wendy Tilby وAmanda Forbis - Ice Merchants – João Gonzalez وBruno Caetano - My Year of Dicks – Sara Gunnarsdóttir وباميلا ريبون ‏ - An Ostrich Told Me the World Is Fake وI Think I Believe It – Lachlan Pendragon |
| جائزة الأوسكار لأفضل موسيقى تصويرية - كل شيء هادئ على الجبهة الغربية (فيلم 2022) – هاوشكا - بابل (فيلم 2022) – جستن هورويتز - حوريات أنشرين – كارتر بورول - كل شيء في كل مكان في وقت واحد – سون لوكس ‏ - فابلمانز – جون ويليامز (موزع) | جائزة الأوسكار لأفضل أغنية أصلية - "Applause" from Tell It Like a Woman – Music وlyrics by دياني ارين - "Hold My Hand ‏" from توب غان: مافريك – Music وlyrics by ليدي غاغا وBloodPop - "Lift Me Up ‏" from النمر الأسود: واكاندا للأبد – Music by تيمز (مغنية)، ريانا، رايان كوغلر، ولودفيغ غورانسون؛ Lyrics by Tems وRyan Coogler - "Naatu Naatu" from آرآرآر – Music by M. M. Keeravani؛ Lyrics by Chandrabose - "This Is a Life" from كل شيء في كل مكان في وقت واحد – Music by Ryan Lott، دايفيد بيرن، وميتسكي؛ Lyrics by Ryan Lott وDavid Byrne |
| جائزة الأوسكار لأفضل صوت - كل شيء هادئ على الجبهة الغربية (فيلم 2022) – Viktor Prášil، Frank Kruse، Markus Stemler، Lars Ginzel، وStefan Korte - أفاتار 2 – Julian Howarth، Gwendolyn Yates Whittle، Dick Bernstein، كريستوفر بويز ‏، Gary Summers، وMichael Hedges - ذا باتمان (فيلم) – Stuart Wilson ‏، William Files، Douglas Murray، وAndy Nelson ‏ - إلفيس – David Lee ‏، Wayne Pashley، Andy Nelson ‏، وMichael Keller - توب غان: مافريك – Mark Weingarten، James H. Mather ‏، Al Nelson، كريس بردون، وMark Taylor ‏ | جائزة الأوسكار لأفضل تصميم إنتاج - كل شيء هادئ على الجبهة الغربية (فيلم 2022) – Production Design: Christian M. Goldbeck; Set Decoration: Ernestine Hipper - أفاتار 2 – Production Design: Dylan Cole وBen Procter; Set Decoration: Vanessa Cole - بابل (فيلم 2022) – Production Design: Florencia Martin; Set Decoration: Anthony Carlino - إلفيس – Production Design: كاثرين مارتن وKaren Murphy; Set Decoration: بيفيرلي دان - فابلمانز – Production Design: ريك كارتر؛ Set Decoration: كارين أوهارا |
| جائزة الأوسكار لأفضل تصوير سينمائي - كل شيء هادئ على الجبهة الغربية (فيلم 2022) – James Friend - Bardo، False Chronicle of a Handful of Truths – داريوس خوندجي - إلفيس – ماندي ووكر - إمبراطورية الضوء – روجر ديكنز - تار – Florian Hoffmeister | جائزة الأوسكار لأفضل مكياج وتصفيف شعر - كل شيء هادئ على الجبهة الغربية (فيلم 2022) – Heike Merker وLinda Eisenhamerová - ذا باتمان (فيلم) – Naomi Donne، Mike Marino ‏، وMike Fontaine - النمر الأسود: واكاندا للأبد – Camille Friend وJoel Harlow - إلفيس – Mark Coulier، Jason Baird، وAldo Signoretti - الحوت (فيلم) – Adrien Morot، Judy Chin، وAnne Marie Bradley |
| جائزة الأوسكار لأفضل تصميم أزياء - بابل (فيلم 2022) – ماري زوفريس ‏ - النمر الأسود: واكاندا للأبد – روث إي. كارتر - إلفيس – كاثرين مارتن - كل شيء في كل مكان في وقت واحد – Shirley Kurata - السيدة هاريس تذهب إلى باريس – جني بیون ‏ | جائزة الأوسكار لأفضل مونتاج - حوريات أنشرين – Mikkel E. G. Nielsen - إلفيس – مات فيلا ‏ وJonathan Redmond - كل شيء في كل مكان في وقت واحد – Paul Rogers - تار – Monika Willi - توب غان: مافريك – إدي هاميلتون ‏ |
| جائزة الأوسكار لأفضل تأثيرات بصرية - كل شيء هادئ على الجبهة الغربية (فيلم 2022) – Frank Petzold، Viktor Müller، Markus Frank، وKamil Jafar - أفاتار 2 – جو ليتري ‏، Richard Baneham، Eric Saindon، ودانييل باريت ‏ - ذا باتمان (فيلم) – Dan Lemmon، Russell Earl، Anders Langlands، وDominic Tuohy - النمر الأسود: واكاندا للأبد – Geoffrey Baumann، Craig Hammack، R. Christopher White، وDan Sudick - توب غان: مافريك – Ryan Tudhope، Seth Hill، Bryan Litson، وسكوت ار فيشر | |

## الترشيحات
| أفضل فيلم - كل شيء هادئ على الجبهة الغربية - أفاتار: طريق الماء - حوريات أنشرين - إلفيس - كل شيء في كل مكان في وقت واحد - آل فيبلمان - تار - توب غان: مافريك - مثلث الحزن - حديث النساء | أفضل مخرج - مارتن ماكدونا – حوريات أنشرين - دانيال كوان ودانيال شاينرت – كل شيء في كل مكان في وقت واحد - ستيفن سبيلبرغ – آل فيبلمان - تود فيلدمان – تار - روبين أوستلوند – مثلث الحزن |
| أفضل ممثل - أوستن باتلر – إلفيس بدور إلفيس بريسلي - كولين فاريل – حوريات أنشرين بدور بادريك سوليبين - برندان فريزر – الحوت بدور تشارلي - بول ميسكال – أفتر سن بدور كالوم باترسون - بيل ناي – ليفينغ بدور السيد رودني ويليامز | أفضل ممثلة - كيت بلانشيت – تار بدور ليديا تار - آنا دي أرماس – الشقراء بدور نورما جين مورتنسن / مارلين مونرو - أندريا رايزبورو – نخب ليزلي بدور ليزلي رولاندز - ميشيل ويليامز – فابلمانز بدور Mitzi Schildkraut-Fabelman - ميشيل يوه – كل شيء في كل مكان في وقت واحد بدور إيفلين كوان وانغ |
| أفضل ممثل ثانوي - برندان غليسون – حوريات أنشرين بدور كولم دورتي - بريان تيري هنري – المعبر بدور جيمس أوكوين - جود هيرش – فابلمانز بدور Boris Schildkraut - باري كيوغان – حوريات أنشرين بدور دومينيك كيرني - جوناثان كي كوان – كل شيء في كل مكان في وقت واحد بدور وايموند وانغ | أفضل ممثلة ثانوية - أنجيلا باسيت – النمر الأسود: واكاندا للأبد بدور الملكة راموندت - هونغ تشاو – الحوت بدور ليز - كيري كوندون – حوريات أنشرين بدور جيوفان سويليفان - جيمي لي كرتيس – كل شيء في كل مكان في وقت واحد بدور Deirdre Beaubeirdre - ستيفاني هسو – كل شيء في كل مكان في وقت واحد بدور جوي وانغ/جوبو توباكي |
| أفضل سيناريو أصلي - حوريات أنشرين – مارتن ماكدونا - كل شيء في كل مكان في وقت واحد – Daniel Kwan and Daniel Scheinert ‏ - فابلمانز – ستيفن سبيلبرغ وتوني كوشنر - تار – تود فيلدمان - مثلث الحزن – روبين أوستلوند | أفضل سيناريو مقتبَس - كل شيء هادئ على الجبهة الغربية (فيلم 2022) – إدوارد بيرغر، ليزلي باترسون، وإيان ستوكيل؛ استناداً إلى رواية كل شيء هادئ على الجبهة الغربية للكاتب إريك ماريا ريمارك - أخرجوا السكاكين 2 – ريان جونسون؛ استناداً إلى الشخصيات التي أنشأها جونسون وفيلم أخرجوا السكاكين - Living – كازوو إيشيغورو؛ based on the original motion picture screenplay إيكيرو لأكيرا كوروساوا، شینوبو هاشیموتو، وهیدئو اوغوني ‏ - توب غان: مافريك – سيناريو إيرين كروغر ‏، إريك وارين سينجر، وكريستوفر ماك كويري؛ قصة بيتر كرايغ وJustin Marks؛ استناداً إلى فيلم توب غان (فيلم) وكتبه كل من جيم أنتوني وجاك إيبس جونيور - حديث النساء – سارة بولي؛ استناداً إلى رواية حديث النساء (رواية) للكاتبة ميريام تيفز |
| أفضل فيلم رسوم متحركة - بينوكيو (فيلم 2021) – غييرمو ديل تورو، غاري أونغار، مارك غوستافون، وأليكس بلكلي - مارسيل، القوقعة التي ترتدي حذاء – دين فلايشر كامب ‏، إليزابيث هولم، أندرو غولدمان، كارولين كابلاين، وباول ميزي - القط ذو الحذاء: الأمنية الأخيرة – جويل كروفورد ومارك سويفت - وحش البحر – كريس وليامز وجيد شلانغر - الباندا الأحمر الكبير – دومي شي وليندسي كولينز | أفضل فيلم عالمي - كل شيء هادئ على الجبهة الغربية (Germany) – من إخراج إدوارد بيرغر - الأرجنتين، 1985 (Argentina) – من إخراج سانتياجو ميتري ‏ - Close (Belgium) – من إخراج لوكاس دونت - EO (Poland) – من إخراج جيرزي سكوليموفسكي - الفتاة الهادئة (Ireland) – من إخراج Colm Bairéad |
| أفضل فيلم وثائقي - كل ما يتنفس – Shaunak Sen، Aman Mann، and Teddy Leifer - كل الجمال وسفك الدماء – لورا بويتراس، Howard Gertler، John Lyons، نان غولدن، and Yoni Golijov - Fire of Love – سارة دوسا ‏، شين بوريس ‏، and Ina Fichman - A House Made of Splinters – Simon Lereng Wilmont and Monica Hellström - Navalny – Daniel Roher، Odessa Rae، Diane Becker، Melanie Miller، and Shane Boris                                                                                                  | أفضل فيلم وثائقي قصير - The Elephant Whisperers – Kartiki Gonsalves and غونيت مونغا - Haulout – Evgenia Arbugaeva and Maxim Arbugaev - How Do You Measure a Year? – Jay Rosenblatt ‏ - The Martha Mitchell Effect – Anne Alvergue and Beth Levison - Stranger at the Gate – Joshua Seftel and Conall Jones |
| أفضل فيلم حي قصير - An Irish Goodbye – Tom Berkely and Ross White - Ivalu – Anders Walter and Rebecca Pruzan - Le Pupille – أليس رورفاكر and ألفونسو كوارون - Night Ride – Eirik Tveiten and Gaute Lid Larssen - The Red Suitcase – Cyrus Neshvad | أفضل فيلم رسوم متحركة قصير - The Boy، the Mole، the Fox and the Horse – Charlie Mackesy and Matthew Freud - The Flying Sailor – Wendy Tilby and Amanda Forbis - Ice Merchants – João Gonzalez and Bruno Caetano - My Year of Dicks – Sara Gunnarsdóttir and باميلا ريبون ‏ - An Ostrich Told Me the World Is Fake and I Think I Believe It – Lachlan Pendragon |
| أفضل موسيقى تصويرية - All Quiet on the Western Front – هاوشكا - Babylon – جستن هورويتز - حوريات أنشرين – كارتر بورول - كل شيء في كل مكان في وقت واحد – سون لوكس ‏ - فابلمانز – جون ويليامز (موزع) | أفضل أغنية أصلية - "Applause" from Tell It Like a Woman – Music and lyrics by دياني ارين - "Hold My Hand ‏" from توب غان: مافريك – Music and lyrics by ليدي غاغا and BloodPop - "Lift Me Up ‏" from النمر الأسود: واكاندا للأبد – Music by تيمز (مغنية)، ريانا، رايان كوغلر، and لودفيغ غورانسون؛ Lyrics by Tems and Ryan Coogler - "Naatu Naatu" from RRR – Music by M. M. Keeravani؛ Lyrics by Chandrabose - "This Is a Life" from كل شيء في كل مكان في وقت واحد – Music by Ryan Lott، دايفيد بيرن، and ميتسكي؛ Lyrics by Ryan Lott and David Byrne |
| أفضل صوت - All Quiet on the Western Front – Viktor Prášil، Frank Kruse، Markus Stemler، Lars Ginzel، and Stefan Korte - أفاتار 2 – Julian Howarth، Gwendolyn Yates Whittle، Dick Bernstein، كريستوفر بويز ‏، Gary Summers، and Michael Hedges - The Batman – Stuart Wilson ‏، William Files، Douglas Murray، and Andy Nelson ‏ - Elvis – David Lee ‏، Wayne Pashley، Andy Nelson ‏، and Michael Keller - توب غان: مافريك – Mark Weingarten، James H. Mather، Al Nelson، كريس بردون، and Mark Taylor ‏ | أفضل تصميم إنتاج - All Quiet on the Western Front – Production Design: Christian M. Goldbeck; Set Decoration: Ernestine Hipper - أفاتار 2 – Production Design: Dylan Cole and Ben Procter; Set Decoration: Vanessa Cole - Babylon – Production Design: Florencia Martin; Set Decoration: Anthony Carlino - Elvis – Production Design: Catherine Martin and Karen Murphy; Set Decoration: Bev Dunn - فابلمانز – Production Design: ريك كارتر؛ Set Decoration: كارين أوهارا |
| أفضل تصوير سينمائي - All Quiet on the Western Front – James Friend - Bardo، False Chronicle of a Handful of Truths – داريوس خوندجي - Elvis – ماندي ووكر - إمبراطورية الضوء – روجر ديكنز - تار – Florian Hoffmeister | أفضل مكياج وتصفيف شعر - All Quiet on the Western Front – Heike Merker and Linda Eisenhamerová - The Batman – Naomi Donne، Mike Marino ‏، and Mike Fontaine - النمر الأسود: واكاندا للأبد – Camille Friend وJoel Harlow - Elvis – Mark Coulier، Jason Baird، وAldo Signoretti - The Whale – Adrien Morot، Judy Chin، وAnne Marie Bradley |
| أفضل تصميم أزياء - Babylon – ماري زوفريس ‏ - النمر الأسود: واكاندا للأبد – روث إي. كارتر - Elvis – Catherine Martin - كل شيء في كل مكان في وقت واحد – Shirley Kurata - السيدة هاريس تذهب إلى باريس – جني بیون ‏ | أفضل مونتاج - حوريات أنشرين – Mikkel E. G. Nielsen - إلفيس – مات فيلا وجوناثان ريموند - كل شيء في كل مكان في وقت واحد – باول روجرز - تار – مونيكا ويلي - توب غان: مافريك – إيدي هاملتون |
| أفضل مؤثرات بصرية - كل شيء هادئ على الجبهة الغربية (فيلم 2022) – فرانك بتزولد ،Viktor Müller ،ماركوس فرانك، وكامل جعفر - أفاتار 2 – جو ليتري ‏، Richard Baneham، Eric Saindon، ودانييل باريت ‏ - ذا باتمان (فيلم) – Dan Lemmon، Russell Earl، Anders Langlands، وDominic Tuohy - النمر الأسود: واكاندا للأبد – Geoffrey Baumann]] ،Craig Hammack ،R. Christopher White]]، وDan Sudick - توب غان: مافريك – Ryan Tudhope]] ،سيث هيل ،Bryan Litson]]، وسكوت ار فيشر                                  | |